# Камыстыколь (Акжаикский район)
Камыстыколь (каз. Қамыстыкөл) — село в Акжаикском районе Западно-Казахстанской области Казахстана. Входит в состав Конеккеткенского сельского округа. Код КАТО — 276247200.

## Население
В 1999 году население села составляло 328 человек (151 мужчина и 177 женщин). По данным переписи 2009 года, в селе проживало 245 человек (124 мужчины и 121 женщина).
До мая 2013 года относился к Теректинскому району Западно-Казахстанской области.